# 아토믹 몬스터 프로덕션스
아토믹 몬스터 프로덕션스(Atomic Monster Productions)는 제임스 완(James Wan)이 설립한 미국 영화 및 TV 프로덕션 회사이다. 이 회사는 컨저링시리즈를 포함하는 컨저링 유니버스(Conjuring Universe)와 라이트 아웃(Lights Out)을 제작하는 것으로 유명하다.
제작사 뉴라인시네마, 사프란 컴퍼니와 배급사 워너 브라더스에서 주로 관여하고있다.